# 七宝镇
七宝镇是位于中國上海市闵行区西北部的一个行政建制镇。

## 历史
其形成可以追溯到五代十国时期，到北宋时已初具规模。其名称来源于当地的寺庙七宝寺。面积18.10平方公里。户籍人口8.63万人（2008年）。现在的七宝镇是上海著名的旅游景点之一，蒲汇塘横贯古镇，河上有数座各具特色的桥梁。古镇老街在展示古镇风貌的同时也是一条繁华的商业街。七宝镇的蟋蟀是当地的著名特产，据说七宝产的蟋蟀勇猛好斗，属于上品。七宝也是著名画家张充仁（即比利时漫画家埃尔热的挚友，《丁丁历险记》中的张的原形）的故乡，镇上现有张充仁故居，作为张充仁纪念馆开放。2020年12月1日，七宝夜市在七寶鎮中谊路518号开始试营业。夜市內有东南亚小吃、台湾美食、香港小吃等小吃，夜市內的总摊位数為103个。

## 途經交通
- 上海地铁9号线
- 机场联络线

## 行政区划
七宝镇下辖以下居委会及村委会：
塘南社区、塘北社区、蒲汇新村社区、佳宝新村第一社区、三佳花苑社区、园艺新村社区、黎明花园社区、宝仪新村社区、茂盛新村社区、万泰花园第一社区、万科城市花园社区、大上海国际花园社区、东方花园社区、富丽公寓社区、红明新村社区、京都苑社区、万兆家园社区、静安新城第一社区、静安新城第二社区、静安新城第三社区、静安新城第四社区、豪世盛地园社区、万科城市花园第二社区、莲浦府邸社区、静安新城第六社区、华林路第一社区、华林路第二社区、牡丹社区、吴宝路第一社区、吴宝路第二社区、皇都花园社区、静安新城第五社区、中春路社区、漕宝路社区、漕宝路第二社区、华林路第四社区、华林路第三社区、万科城市花园第三社区、东方花园第二社区、航华一村第一社区、航华一村第三社区、航华一村第四社区、航华二村第一社区、航华二村第三社区、航华二村第四社区、航华三村第一社区、航华四村第一社区、航华四村第二社区、航华四村第三社区、航华四村第四社区、中春路第三社区、吴宝路第三社区、中春路第二社区、七韵美地苑社区、万科第四社区、漕宝路第三社区、漕宝路第四社区、沪星村、七宝村、九星村、联明村和中华村。

## 住宅
- 皇都花園：位於顧戴路，為一個高檔住宅區，建成於2008年[3][4]

## 地标
- 七宝老街
- 七宝站
- 上海市七宝中学
- 上海交通大学七宝校区